# Ligue des champions de l'UEFA 2002-2003
Navigation
Édition précédente Édition suivante
La Ligue des champions 2002-2003 est la 48e édition de la coupe d'Europe des clubs champions. Elle oppose les meilleurs clubs européens qui se sont illustrés dans leurs championnats respectifs la saison précédente.
La compétition est remportée par l'AC Milan, qui bat en finale la Juventus le 28 mai 2003 à Old Trafford (Manchester). Le club italien remporte le trophée pour la sixième fois de son histoire.

## Participants
|     | Espagne              | Italie   | Angleterre   |
| --- | -------------------- | -------- | ------------ |
| 1er | Valence CF           | Juventus | Arsenal      |
| 2e  | Deportivo La Corogne | AS Rome  | Liverpool FC |

|     | Allemagne         | France             | Pays-Bas       |
| --- | ----------------- | ------------------ | -------------- |
| 1er | Borussia Dortmund | Olympique lyonnais | Ajax Amsterdam |
| 2e  | Bayer Leverkusen  | RC Lens            | PSV Eindhoven  |

|     | Grèce      | Russie         | Turquie        | Tenant du titre |
| --- | ---------- | -------------- | -------------- | --------------- |
| 1er | Olympiakos | Spartak Moscou | Galatasaray SK | Real Madrid     |

| Troisième tour de qualification | Troisième tour de qualification |
| --- | --- |
| - Champion - Portugal : Sporting Portugal - Belgique : KRC Genk - République tchèque : Slovan Liberec - Ukraine : Chakhtar Donetsk - Norvège : Rosenborg BK - Deuxième - Grèce : AEK Athènes - Portugal : Boavista - Turquie : Fenerbahçe SK - Russie : Lokomotiv Moscou - Autriche : SK Sturm Graz                                                          | - Troisième - Italie : Inter Milan - Angleterre : Manchester United - Allemagne : Bayern Munich - France : AJ Auxerre - Pays-Bas : Feyenoord - Quatrième - Espagne : FC Barcelone - Italie : AC Milan - Angleterre : Newcastle United                                                            |
| Deuxième tour de qualification | |
| - Champion - Suisse : FC Bâle - Écosse : Celtic Glasgow - Israël : Maccabi Haïfa - Pologne : Legia Varsovie - Yougoslavie : Partizan Belgrade - Bulgarie : PFK Levski Sofia - Croatie : NK Zagreb - Suède : Hammarby IF - Danemark : Brøndby IF - Slovaquie : MŠK Žilina - Roumanie : Dinamo Bucarest - Hongrie : Zalaegerszeg TE FC - Slovénie : NK Maribor | - Deuxième - Belgique : FC Bruges - République tchèque : Sparta Prague - Ukraine : Dynamo Kiev - Norvège : Lillestrøm SK - Troisième - Autriche : Grazer AK |
| Premier tour de qualification | |
| - Chypre : APOEL Nicosie - Finlande : Tampere United - Lettonie : Skonto Riga - Moldavie : Sheriff Tiraspol - Géorgie : Torpedo Koutaïssi - Bosnie-Herzégovine : Željezničar Sarajevo - Lituanie : FBK Kaunas - Islande : ÍA Akranes - Macédoine : Vardar Skopje - Biélorussie : FK Belchina Babrouïsk                                                       | - Irlande : Shelbourne FC - Malte : Paola Hibernians FC - Arménie : Pyunik Erevan - Pays de Galles : Barry Town - Albanie : Dinamo Tirana - Estonie : FC Flora Tallinn - Irlande du Nord : Portadown FC - Luxembourg : F91 Dudelange - Îles Féroé : B36 Tórshavn - Kazakhstan : FC Zhenis Astana |

## Phase préliminaire à élimination directe

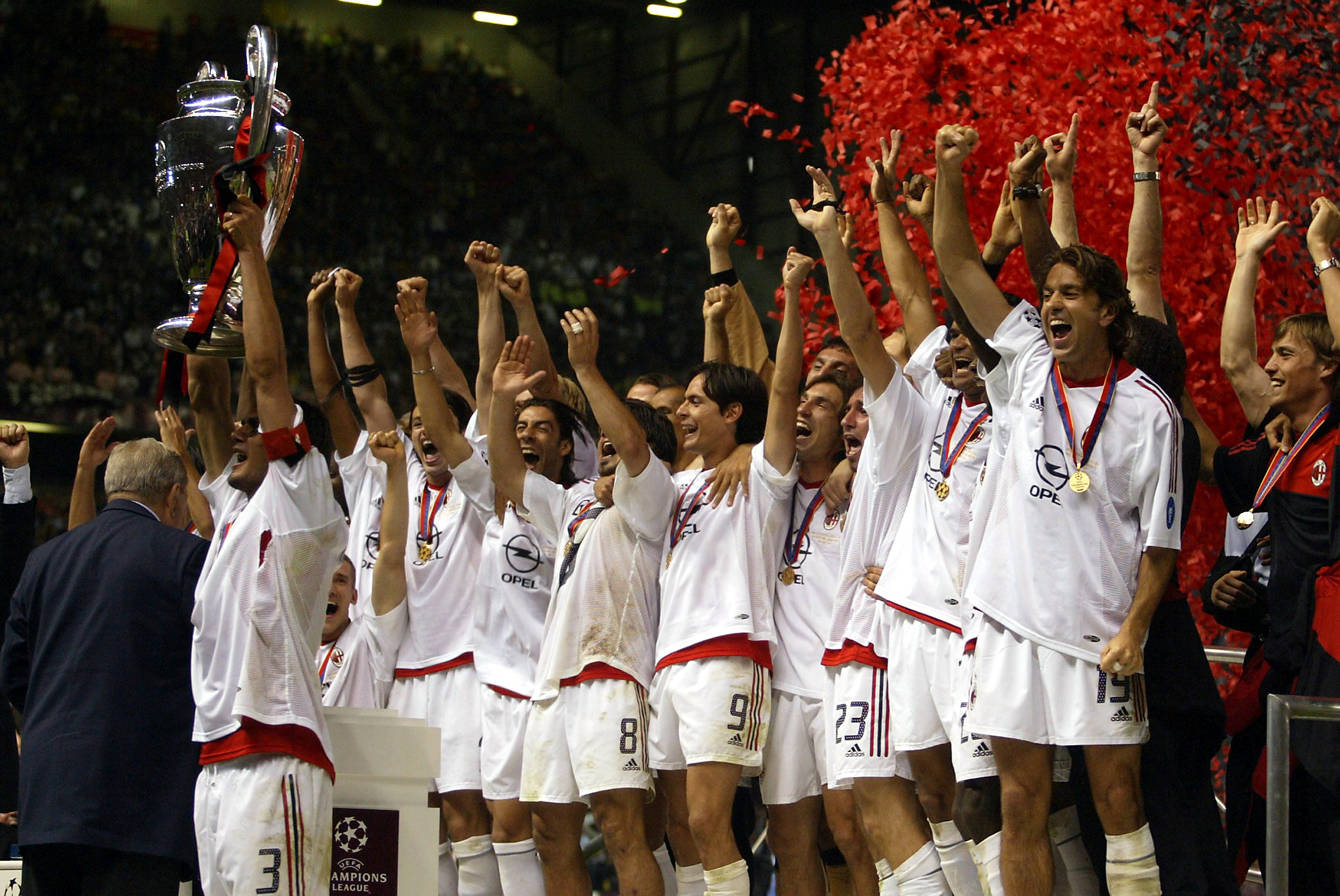
L'A.C. Milan, vainqueur de la Ligue des champions de l'UEFA 2002-03, remporte la Coupe d'Europe. Ils ont battu la Juventus F.C. 3-2 aux tirs au but à Old Trafford à Manchester, en Angleterre.

### Premier tour de qualification
| Équipe 1             | Résultat | Équipe 2           | Aller | Retour |
| -------------------- | -------- | ------------------ | ----- | ------ |
| Tampere United       | 0 - 6    | Pyunik Erevan      | 0 - 4 | 0 - 2  |
| Skonto Riga          | 6 - 0    | Barry Town FC      | 5 - 0 | 1 - 0  |
| Portadown FC         | 2 - 3    | Belshina Babrouïsk | 0 - 0 | 2 - 3  |
| F91 Dudelange        | 1 - 4    | Vardar Skopje      | 1 - 1 | 0 - 3  |
| FBK Kaunas           | 2 - 3    | KS Dinamo Tirana   | 2 - 3 | 0 - 0  |
| FC Flora Tallinn     | 0 - 1    | APOEL Nicosie      | 0 - 0 | 0 - 1  |
| Željezničar Sarajevo | 4 - 0    | ÍA Akranes         | 3 - 0 | 1 - 0  |
| Paola Hibernians FC  | 3 - 2    | Shelbourne FC      | 2 - 2 | 1 - 0  |
| Torpedo Koutaïssi    | 6 - 2    | B36 Tórshavn       | 5 - 2 | 1 - 0  |
| Sheriff Tiraspol     | 4 - 4E   | FC Zhenis Astana   | 2 - 1 | 2 - 3  |

### Deuxième tour de qualification
| Équipe 1           | Résultat | Équipe 2             | Aller | Retour |
| ------------------ | -------- | -------------------- | ----- | ------ |
| Zalaegerszeg TE FC | 2 - 2E   | NK Zagreb            | 1 - 0 | 1 - 2  |
| FC Bruges          | 4 - 1    | Dinamo Bucarest      | 3 - 1 | 1 - 0  |
| MŠK Žilina         | 1 - 4    | FC Bâle              | 1 - 1 | 0 - 3  |
| Skonto Riga        | 0 - 2    | Levski Sofia         | 0 - 0 | 0 - 2  |
| Dynamo Kiev        | 6 - 2    | Pyunik Erevan        | 4 - 0 | 2 - 2  |
| Brøndby IF         | 5 - 0    | KS Dinamo Tirana     | 1 - 0 | 4 - 0  |
| NK Maribor         | 4 - 5    | APOEL Nicosie        | 2 - 1 | 2 - 4  |
| Vardar Skopje      | 2 - 4    | Legia Varsovie       | 1 - 3 | 1 - 1  |
| Boavista FC        | 7 - 3    | Paola Hibernians FC  | 4 - 0 | 3 - 3  |
| Maccabi Haïfa      | 5 - 0    | Belshina Babrouïsk   | 4 - 0 | 1 - 0  |
| Lillestrøm SK      | 0 - 2    | Željezničar Sarajevo | 0 - 1 | 0 - 1  |
| Hammarby IF        | 1 - 5    | Partizan Belgrade    | 1 - 1 | 0 - 4  |
| Sparta Prague      | 5 - 1    | Torpedo Koutaïssi    | 3 - 0 | 2 - 1  |
| Sheriff Tiraspol   | 1 - 6    | Grazer AK            | 1 - 4 | 0 - 2  |

### Troisième tour de qualification
| Équipe 1             | Résultat | Équipe 2             | Aller  | Retour   | Tab   |
| -------------------- | -------- | -------------------- | ------ | -------- | ----- |
| Sporting Portugal    | 0 - 2    | Inter Milan          | 0 - 0  | 0 - 2    | -     |
| AC Milan             | 2 - 2E   | FC Slovan Liberec    | 1 - 0  | 1 - 2    | -     |
| Rosenborg BK         | 4 - 2    | Brøndby IF           | 1 - 0  | 3 - 2    | -     |
| Chakhtar Donetsk     | 2 - 2    | FC Bruges            | 1 - 1  | 1 - 1 ap | 1 - 4 |
| APOEL Nicosie        | 2 - 4    | AEK Athènes          | 2 - 3  | 0 - 1    | -     |
| FC Barcelone         | 4 - 0    | Legia Varsovie       | 3 - 0  | 1 - 0    | -     |
| Levski Sofia         | 0 - 2    | Dynamo Kiev          | 0 - 1  | 0 - 1    | -     |
| Željezničar Sarajevo | 0 - 5    | Newcastle United FC  | 0 - 1  | 0 - 4    | -     |
| Partizan Belgrade    | 1 - 6    | Bayern Munich        | 0 - 3  | 1 - 3    | -     |
| KRC Genk             | 4 - 4E   | Sparta Prague        | 2 - 0  | 2 - 4    | -     |
| Maccabi Haïfa        | 5 - 3    | SK Sturm Graz        | 2 - 0, | 3 - 3    | -     |
| Celtic FC            | 3 - 3E   | FC Bâle              | 3 - 1  | 0 - 2    | -     |
| Feyenoord Rotterdam  | 3 - 0    | Fenerbahçe           | 1 - 0  | 2 - 0    | -     |
| Zalaegerszeg TE FC   | 1 - 5    | Manchester United FC | 1 - 0  | 0 - 5    | -     |
| Boavista FC          | 0 - 1    | AJ Auxerre           | 0 - 1  | 0 - 0    | -     |
| Grazer AK            | 3 - 5    | Lokomotiv Moscou     | 0 - 2  | 3 - 3    | -     |

## Première phase de groupes
Les 32 équipes sont réparties en huit groupes de quatre équipes. Chaque équipe joue deux fois contre les trois autres équipes du groupe. Les deux premiers de chaque groupe sont qualifiés pour la deuxième phase de groupes et les troisièmes sont repêchés pour disputer le troisième tour de la Coupe UEFA.

### Groupe A
| Rang | Équipe            | Pts | J | G | N | P | Bp | Bc | Diff |  | Résultats (▼ dom., ► ext.) |     |     |     |     |
| ---- | ----------------- | --- | - | - | - | - | -- | -- | ---- |  | -------------------------- | --- | --- | --- | --- |
| 1    | Arsenal FC        | 10  | 6 | 3 | 1 | 2 | 9  | 4  | +5   |  | Arsenal FC                 |     | 2-0 | 1-2 | 0-0 |
| 2    | Borussia Dortmund | 10  | 6 | 3 | 1 | 2 | 8  | 7  | +1   |  | Borussia Dortmund          | 2-1 |     | 2-1 | 1-1 |
| 3    | AJ Auxerre        | 7   | 6 | 2 | 1 | 3 | 4  | 7  | -3   |  | AJ Auxerre                 | 0-1 | 1-0 |     | 0-0 |
| 4    | PSV Eindhoven     | 6   | 6 | 1 | 3 | 2 | 5  | 8  | -3   |  | PSV Eindhoven              | 0-4 | 1-3 | 3-0 |     |

### Groupe B
| Rang | Équipe         | Pts | J | G | N | P | Bp | Bc | Diff |  | Résultats (▼ dom., ► ext.) |     |     |     |     |
| ---- | -------------- | --- | - | - | - | - | -- | -- | ---- |  | -------------------------- | --- | --- | --- | --- |
| 1    | Valence CF     | 16  | 6 | 5 | 1 | 0 | 17 | 4  | +13  |  | Valence CF                 |     | 6-2 | 2-0 | 3-0 |
| 2    | FC Bâle        | 9   | 6 | 2 | 3 | 1 | 12 | 12 | 0    |  | FC Bâle                    | 2-2 |     | 3-3 | 2-0 |
| 3    | Liverpool FC   | 8   | 6 | 2 | 2 | 2 | 12 | 8  | +4   |  | Liverpool FC               | 0-1 | 1-1 |     | 5-0 |
| 4    | Spartak Moscou | 0   | 6 | 0 | 0 | 6 | 1  | 18 | -17  |  | Spartak Moscou             | 0-3 | 0-2 | 1-3 |     |

### Groupe C
| Rang | Équipe         | Pts | J | G | N | P | Bp | Bc | Diff |  | Résultats (▼ dom., ► ext.) |     |     |     |     |
| ---- | -------------- | --- | - | - | - | - | -- | -- | ---- |  | -------------------------- | --- | --- | --- | --- |
| 1    | Real Madrid CF | 9   | 6 | 2 | 3 | 1 | 15 | 7  | +8   |  | Real Madrid CF             |     | 0-1 | 2-2 | 6-0 |
| 2    | AS Rome        | 9   | 6 | 2 | 3 | 1 | 3  | 4  | -1   |  | AS Rome                    | 0-3 |     | 1-1 | 0-0 |
| 3    | AEK Athènes    | 6   | 6 | 0 | 6 | 0 | 7  | 7  | 0    |  | AEK Athènes                | 3-3 | 0-0 |     | 1-1 |
| 4    | KRC Genk       | 4   | 6 | 0 | 4 | 2 | 2  | 9  | -7   |  | KRC Genk                   | 1-1 | 0-1 | 0-0 |     |

### Groupe D
| Rang | Équipe             | Pts | J | G | N | P | Bp | Bc | Diff |  | Résultats (▼ dom., ► ext.) |     |     |     |     |
| ---- | ------------------ | --- | - | - | - | - | -- | -- | ---- |  | -------------------------- | --- | --- | --- | --- |
| 1    | Inter Milan        | 11  | 6 | 3 | 2 | 1 | 12 | 8  | +4   |  | Inter Milan                |     | 1-0 | 1-2 | 3-0 |
| 2    | Ajax Amsterdam     | 8   | 6 | 2 | 2 | 2 | 6  | 5  | +1   |  | Ajax Amsterdam             | 1-2 |     | 2-1 | 1-1 |
| 3    | Olympique lyonnais | 8   | 6 | 2 | 2 | 2 | 12 | 9  | +3   |  | Olympique lyonnais         | 3-3 | 0-2 |     | 5-0 |
| 4    | Rosenborg BK       | 4   | 6 | 0 | 4 | 2 | 4  | 12 | -8   |  | Rosenborg BK               | 2-2 | 0-0 | 1-1 |     |

### Groupe E
| Rang | Équipe              | Pts | J | G | N | P | Bp | Bc | Diff |  | Résultats (▼ dom., ► ext.) |     |     |     |     |
| ---- | ------------------- | --- | - | - | - | - | -- | -- | ---- |  | -------------------------- | --- | --- | --- | --- |
| 1    | Juventus            | 13  | 6 | 4 | 1 | 1 | 12 | 3  | +9   |  | Juventus                   |     | 2-0 | 5-0 | 2-0 |
| 2    | Newcastle United FC | 9   | 6 | 3 | 0 | 3 | 6  | 8  | -2   |  | Newcastle United FC        | 1-0 |     | 2-1 | 0-1 |
| 3    | Dynamo Kiev         | 7   | 6 | 2 | 1 | 3 | 6  | 9  | -3   |  | Dynamo Kiev                | 1-2 | 2-0 |     | 2-0 |
| 4    | Feyenoord Rotterdam | 5   | 6 | 1 | 2 | 3 | 4  | 8  | -4   |  | Feyenoord Rotterdam        | 1-1 | 2-3 | 0-0 |     |

### Groupe F
| Rang | Équipe               | Pts | J | G | N | P | Bp | Bc | Diff |  | Résultats (▼ dom., ► ext.) |     |     |     |     |
| ---- | -------------------- | --- | - | - | - | - | -- | -- | ---- |  | -------------------------- | --- | --- | --- | --- |
| 1    | Manchester United FC | 15  | 6 | 5 | 0 | 1 | 16 | 8  | +8   |  | Manchester United FC       |     | 2-0 | 5-2 | 4-0 |
| 2    | Bayer Leverkusen     | 9   | 6 | 3 | 0 | 3 | 9  | 11 | -2   |  | Bayer Leverkusen           | 1-2 |     | 2-1 | 2-0 |
| 3    | Maccabi Haïfa        | 7   | 6 | 2 | 1 | 3 | 12 | 12 | 0    |  | Maccabi Haïfa              | 3-0 | 0-2 |     | 3-0 |
| 4    | Olympiakos           | 4   | 6 | 1 | 1 | 4 | 11 | 17 | -6   |  | Olympiakos                 | 2-3 | 6-2 | 3-3 |     |

### Groupe G
| Rang | Équipe               | Pts | J | G | N | P | Bp | Bc | Diff |  | Résultats (▼ dom., ► ext.) |     |     |     |     |
| ---- | -------------------- | --- | - | - | - | - | -- | -- | ---- |  | -------------------------- | --- | --- | --- | --- |
| 1    | AC Milan             | 12  | 6 | 4 | 0 | 2 | 12 | 7  | +5   |  | AC Milan                   |     | 1-2 | 2-1 | 2-1 |
| 2    | Deportivo La Corogne | 12  | 6 | 4 | 0 | 2 | 11 | 12 | -1   |  | Deportivo La Corogne       | 0-4 |     | 3-1 | 2-1 |
| 3    | RC Lens              | 8   | 6 | 2 | 2 | 2 | 10 | 10 | 0    |  | RC Lens                    | 2-1 | 3-1 |     | 3-3 |
| 4    | Bayern Munich        | 2   | 6 | 0 | 2 | 4 | 9  | 13 | -4   |  | Bayern Munich              | 1-2 | 2-3 | 3-3 |     |

### Groupe H
| Rang | Équipe           | Pts | J | G | N | P | Bp | Bc | Diff |  | Résultats (▼ dom., ► ext.) |     |     |     |     |
| ---- | ---------------- | --- | - | - | - | - | -- | -- | ---- |  | -------------------------- | --- | --- | --- | --- |
| 1    | FC Barcelone     | 18  | 6 | 6 | 0 | 0 | 13 | 4  | +9   |  | FC Barcelone               |     | 1-0 | 3-2 | 3-1 |
| 2    | Lokomotiv Moscou | 7   | 6 | 2 | 1 | 3 | 5  | 7  | -2   |  | Lokomotiv Moscou           | 1-3 |     | 2-0 | 0-2 |
| 3    | FC Bruges        | 5   | 6 | 1 | 2 | 3 | 5  | 7  | -2   |  | FC Bruges                  | 0-1 | 0-0 |     | 3-1 |
| 4    | Galatasaray      | 4   | 6 | 1 | 1 | 4 | 5  | 10 | -5   |  | Galatasaray                | 0-2 | 1-2 | 0-0 |     |

## Deuxième phase de groupes
Les 16 équipes sont réparties en quatre groupes de quatre équipes. Chaque équipe joue deux fois contre les trois autres équipes du groupe. Les deux premiers de chaque groupe sont qualifiés pour les quarts de finale. 
A noter : Aucun club français, n'a passé la première phase de poule.
C'est une première, depuis l'instauration des phases des poules.
Cela n'arrivera plus.

### Groupe A
| Rang | Équipe              | Pts | J | G | N | P | Bp | Bc | Diff |  | Résultats (▼ dom., ► ext.) |     |     |     |     |
| ---- | ------------------- | --- | - | - | - | - | -- | -- | ---- |  | -------------------------- | --- | --- | --- | --- |
| 1    | FC Barcelone        | 16  | 6 | 5 | 1 | 0 | 12 | 2  | +10  |  | FC Barcelone               |     | 3-0 | 3-1 | 2-0 |
| 2    | Inter Milan         | 11  | 6 | 3 | 2 | 1 | 11 | 8  | +3   |  | Inter Milan                | 0-0 |     | 2-2 | 3-2 |
| 3    | Newcastle United FC | 7   | 6 | 2 | 1 | 3 | 10 | 13 | -3   |  | Newcastle United FC        | 0-2 | 1-4 |     | 3-1 |
| 4    | Bayer Leverkusen    | 0   | 6 | 0 | 0 | 6 | 5  | 15 | -10  |  | Bayer Leverkusen           | 1-2 | 0-2 | 1-3 |     |

### Groupe B
| Rang | Équipe         | Pts | J | G | N | P | Bp | Bc | Diff |  | Résultats (▼ dom., ► ext.) |     |     |     |     |
| ---- | -------------- | --- | - | - | - | - | -- | -- | ---- |  | -------------------------- | --- | --- | --- | --- |
| 1    | Valence CF     | 9   | 6 | 2 | 3 | 1 | 5  | 6  | -1   |  | Valence CF                 |     | 1-1 | 2-1 | 0-3 |
| 2    | Ajax Amsterdam | 8   | 6 | 1 | 5 | 0 | 6  | 5  | +1   |  | Ajax Amsterdam             | 1-1 |     | 0-0 | 2-1 |
| 3    | Arsenal FC     | 7   | 6 | 1 | 4 | 1 | 6  | 5  | +1   |  | Arsenal FC                 | 0-0 | 1-1 |     | 1-1 |
| 4    | AS Rome        | 5   | 6 | 1 | 2 | 3 | 7  | 8  | -1   |  | AS Rome                    | 0-1 | 1-1 | 1-3 |     |

### Groupe C
| Rang | Équipe            | Pts | J | G | N | P | Bp | Bc | Diff |  | Résultats (▼ dom., ► ext.) |     |     |     |     |
| ---- | ----------------- | --- | - | - | - | - | -- | -- | ---- |  | -------------------------- | --- | --- | --- | --- |
| 1    | AC Milan          | 12  | 6 | 4 | 0 | 2 | 5  | 4  | +1   |  | AC Milan                   |     | 1-0 | 0-1 | 1-0 |
| 2    | Real Madrid CF    | 11  | 6 | 3 | 2 | 1 | 9  | 6  | +3   |  | Real Madrid CF             | 3-1 |     | 2-1 | 2-2 |
| 3    | Borussia Dortmund | 10  | 6 | 3 | 1 | 2 | 8  | 5  | +3   |  | Borussia Dortmund          | 0-1 | 1-1 |     | 3-0 |
| 4    | Lokomotiv Moscou  | 1   | 6 | 0 | 1 | 5 | 3  | 10 | -7   |  | Lokomotiv Moscou           | 0-1 | 0-1 | 1-2 |     |

### Groupe D
| Rang | Équipe               | Pts | J | G | N | P | Bp | Bc | Diff |  | Résultats (▼ dom., ► ext.) |     |     |     |     |
| ---- | -------------------- | --- | - | - | - | - | -- | -- | ---- |  | -------------------------- | --- | --- | --- | --- |
| 1    | Manchester United FC | 13  | 6 | 4 | 1 | 1 | 11 | 5  | +6   |  | Manchester United FC       |     | 2-1 | 1-1 | 2-0 |
| 2    | Juventus             | 7   | 6 | 2 | 1 | 3 | 11 | 11 | 0    |  | Juventus                   | 0-3 |     | 4-0 | 3-2 |
| 3    | FC Bâle              | 7   | 6 | 2 | 1 | 3 | 5  | 10 | -5   |  | FC Bâle                    | 1-3 | 2-1 |     | 1-0 |
| 4    | Deportivo La Corogne | 7   | 6 | 2 | 1 | 3 | 7  | 8  | -1   |  | Deportivo La Corogne       | 2-0 | 2-2 | 1-0 |     |

## Tableau final
|  | Quarts de finale  | Quarts de finale  | Quarts de finale | Quarts de finale |             |             | Demi-finales | Demi-finales | Demi-finales | Demi-finales |  |  | Finale                                | Finale | Finale | Finale |
|  |                   |                   |                  |                  |             |             |              |              |              |              |  |  |                                       |        |        |        |
|  |                   |                   |                  |                  |             |             |              |              |              |              |  |  | 28 mai 2003, Old Trafford, Manchester |        |        |        |
|  |                   |                   |                  |                  |             |             |              |              |              |              |  |  |                                       |        |        |        |
|  | Real Madrid       | Real Madrid       | 3                | 3                |             |             |              |              |              |              |  |  |                                       |        |        |        |
|  | Real Madrid       | Real Madrid       | 3                | 3                |             |             |              |              |              |              |  |  |                                       |        |        |        |
|  | Manchester United | Manchester United | 1                | 4                |             |             |              |              |              |              |  |  |                                       |        |        |        |
|  | Manchester United | Manchester United | 1                | 4                | Real Madrid | Real Madrid | 2            | 1            |              |              |  |  |                                       |        |        |        |
|  |                   |                   |                  |                  | Real Madrid | Real Madrid | 2            | 1            |              |              |  |  |                                       |        |        |        |
|  |                   |                   | Juventus         | Juventus         | 1           | 3           |              |              |              |              |  |  |                                       |        |        |        |
|  | Juventus          | Juventus          | Juventus         | Juventus         | 1           | 3           | 1            | 2 ap         |              |              |  |  |                                       |        |        |        |
|  | Juventus          | Juventus          |                  |                  |             |             |              | 2 ap         |              |              |  |  |                                       |        |        |        |
|  | FC Barcelone      | FC Barcelone      | 1                | 1                |             |             |              |              |              |              |  |  |                                       |        |        |        |
|  | FC Barcelone      | FC Barcelone      | 1                | 1                | Juventus    | Juventus    | 0ap (2)      | 0ap (2)      |              |              |  |  |                                       |        |        |        |
|  |                   |                   |                  |                  | Juventus    | Juventus    | 0ap (2)      | 0ap (2)      |              |              |  |  |                                       |        |        |        |
|  |                   |                   | AC Milan         | AC Milan         | 0 tab(3)    | 0 tab(3)    |              |              |              |              |  |  |                                       |        |        |        |
|  | Ajax Amsterdam    | Ajax Amsterdam    | AC Milan         | AC Milan         | 0 tab(3)    | 0 tab(3)    | 0            | 2            |              |              |  |  |                                       |        |        |        |
|  | Ajax Amsterdam    | Ajax Amsterdam    |                  |                  |             |             |              |              |              |              |  |  |                                       |        |        |        |
|  | AC Milan          | AC Milan          | 0                | 3                |             |             |              |              |              |              |  |  |                                       |        |        |        |
|  | AC Milan          | AC Milan          | 0                | 3                | AC Milan    | AC Milan    | 0            | 1E           |              |              |  |  |                                       |        |        |        |
|  |                   |                   |                  |                  | AC Milan    | AC Milan    | 0            | 1E           |              |              |  |  |                                       |        |        |        |
|  |                   |                   | Inter Milan      | Inter Milan      | 0           | 1           |              |              |              |              |  |  |                                       |        |        |        |
|  | Inter Milan       | Inter Milan       | Inter Milan      | Inter Milan      | 0           | 1           | 1            | 1E           |              |              |  |  |                                       |        |        |        |
|  | Inter Milan       | Inter Milan       |                  |                  |             |             |              | 1E           |              |              |  |  |                                       |        |        |        |
|  | Valence CF        | Valence CF        | 0                | 2                |             |             |              |              |              |              |  |  |                                       |        |        |        |
|  | Valence CF        | Valence CF        | 0                | 2                |             |             |              |              |              |              |  |  |                                       |        |        |        |
|  |                   |                   |                  |                  |             |             |              |              |              |              |  |  |                                       |        |        |        |

### Quarts de finale
| Équipe 1       | Résultat | Équipe 2             | Aller | Retour  |
| -------------- | -------- | -------------------- | ----- | ------- |
| Real Madrid CF | 6 - 5    | Manchester United FC | 3 - 1 | 3 - 4   |
| Ajax Amsterdam | 2 - 3    | AC Milan             | 0 - 0 | 2 - 3   |
| Inter Milan    | 2 - 2E   | Valence CF           | 1 - 0 | 1 - 2   |
| Juventus       | 3 - 2    | FC Barcelone         | 1 - 1 | 2 - 1ap |

### Demi-finales
| Équipe 1       | Résultat | Équipe 2    | Aller | Retour |
| -------------- | -------- | ----------- | ----- | ------ |
| Real Madrid CF | 3 - 4    | Juventus    | 2 - 1 | 1 - 3  |
| AC Milan       | 1E - 1   | Inter Milan | 0 - 0 | 1 - 1  |

### Finale
| Équipe 1 | Résultat | Équipe 2 | Tab   |
| -------- | -------- | -------- | ----- |
| Juventus | 0 - 0ap  | AC Milan | 2 - 3 |